# Labullula
Labullula annulipes es una especie de araña araneomorfa de la familia Linyphiidae. Es el único miembro del género monotípico Labullula.

## Distribución
Se encuentra en el África subsahariana.